# Andelsbuch
Andelsbuch ist eine Gemeinde mit 2705 Einwohnern (Stand 1. Jänner 2025) im österreichischen Bundesland Vorarlberg.

## Geografie
Andelsbuch liegt im westlichsten Bundesland Österreichs, Vorarlberg, im Bezirk Bregenz im Herzen des Bregenzerwaldes (Mittelbregenzerwald) auf 613 Metern Höhe. 36,0 % der Fläche sind bewaldet, 16,9 % der Fläche Alpen.

### Gemeindegliederung
Es existieren keine weiteren Katastralgemeinden in Andelsbuch.

### Nachbargemeinden
|               |                                             | Egg   |
| Schwarzenberg | Kompassrose, die auf Nachbargemeinden zeigt |       |
| Reuthe        |                                             | Bezau |

## Geschichte

### Namensherleitung
Der Name Andelsbuch ist zweigeteilt. Der erste Namensteil Andel soll sich von einem Personennamen ableiten (in alten Schriften: Andoltisbuoch genannt). Der zweite Namensteil hat im letzten Bestandteil das ahd./mhd.: buoch enthalten, was von Buche/Buchenwald abgeleitet sei.

### Frühgeschichte

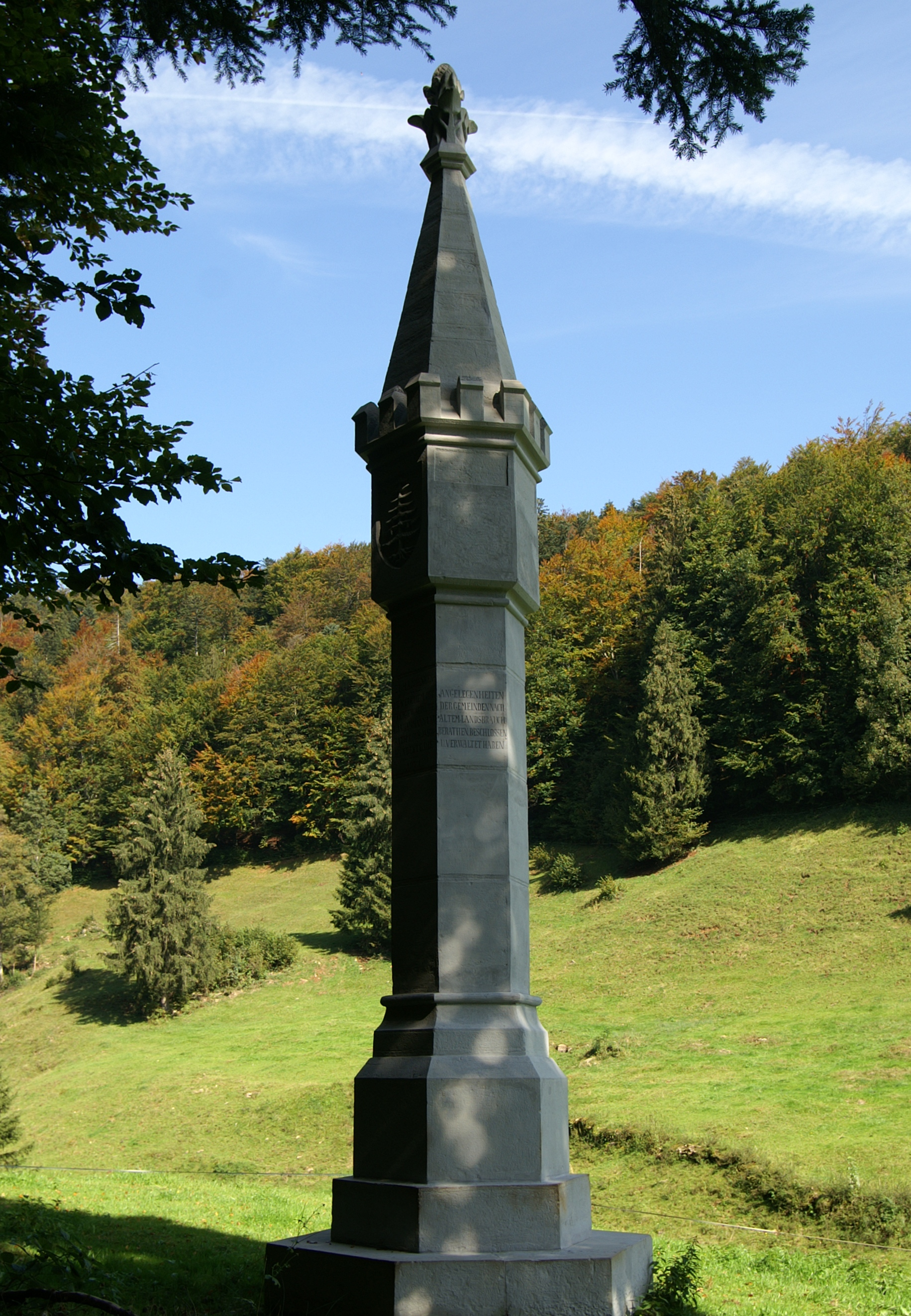
Bezegg-Sul (2007)

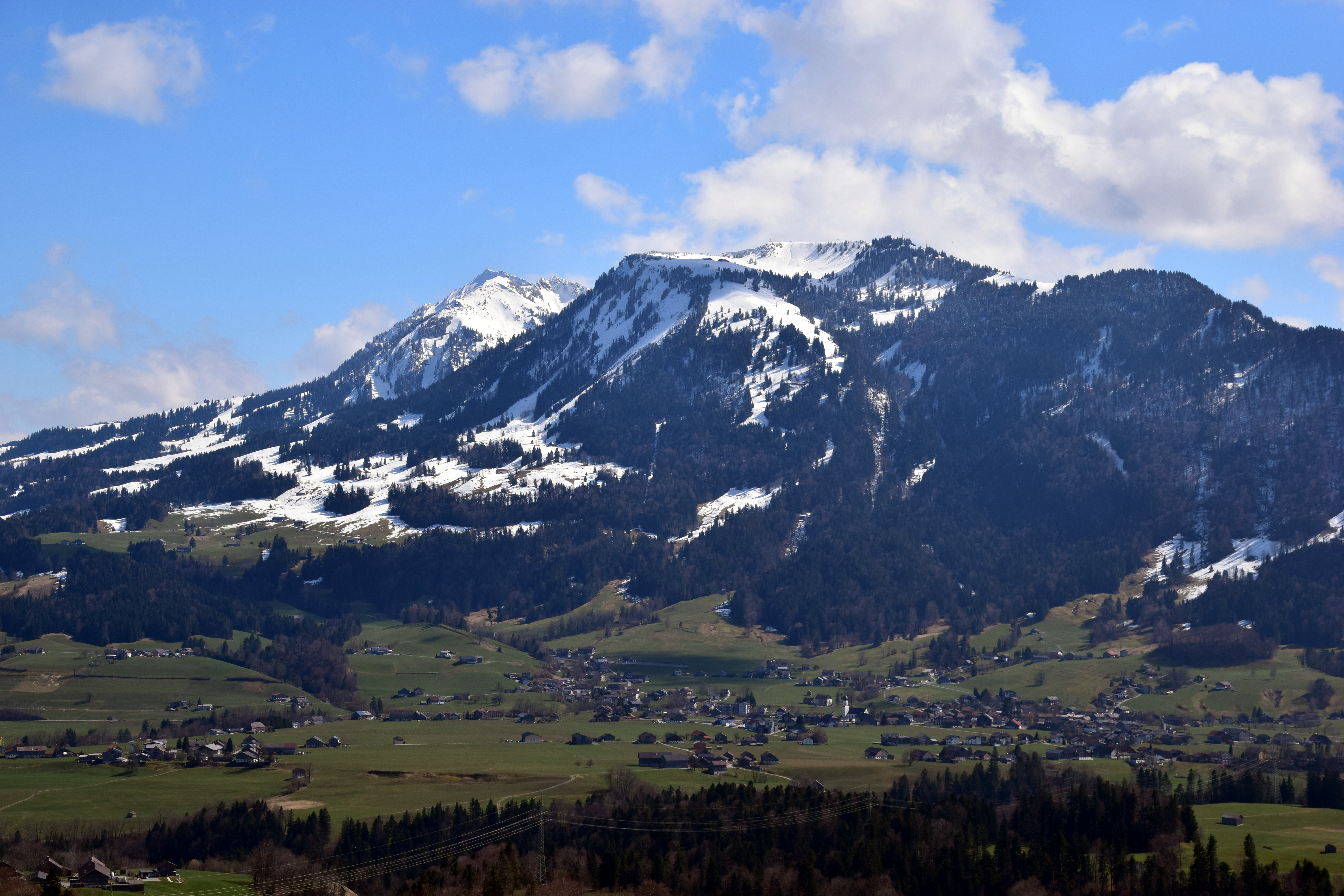
Andelsbuch, gesehen vom Schwarzenberger Ortsteil Maien; im Hintergrund die Alpe Vordere Niedere

Der Einsiedler Diedo ließ sich Mitte des 11. Jahrhunderts in Andelsbuch nieder (in „Andoltisbuoc“). Er stammte vermutlich aus dem Geschlecht der Grafen von Bregenz (Ulriche) und errichtete eine Zelle und ein Bethaus, bevor er 1080 verstarb. 1086 kam es zur Gründung des Klosters St. Peter in Andelsbuch durch Mönche aus dem Kloster Petershausen bei Konstanz. Graf Ulrich von Bregenz (gest. 1097) schenkte dem Abt Theoderich (aus Hirsau) den Ort Andelsbuch und den Reliquienschatz des Diedo. Schon 1092 wurde das Kloster nach Bregenz verlegt, blieb aber als Besitzer des Meierhofes maßgeblicher Grundherr in Andelsbuch. 
Eine „Dieten“-Kapelle (Marienkapelle) in Andelsbuch wurde erstmals 1472 urkundlich erwähnt. Diese Kapelle wurde vermutlich anlässlich der Erweiterung der Pfarrkirche um 1718 abgerissen. In der Carta fundatorum Monasterii nostri Prigantini (1519) von Jakob Mennel, Hofgeschichtsschreiber von Kaiser Maximilian I., wird über die Diedoverehrung und das Grab des Einsiedlers in der Pfarrkirche in Andelsbuch (bzw. der Marienkapelle/Dieten-Kapelle) berichtet.
In der Casus Monasterii Petrihusensis wird Mitte des 12. Jahrhunderts Andelsbuch erstmals erwähnt. Im Jahr 1170 war in Andelsbuch die erste Pfarre gegründet worden, wobei diese weiterhin dem Kloster in Bregenz unterstand. Zur Pfarre Andelsbuch gehörten auch Reuthe bei Bezau, Bezau (bis 1497) und Au („Jagdhausen“). In einer Bulle des Papstes Innozenz IV. vom 17. September 1249 wurden Parzellen in Andelsbuch das erste Mal urkundlich erwähnt (Bersbuch, Unterbezegg, Moos und Heidegg) und der Klosterbesitz genau beschrieben. Am 9. Jänner 1380 wurde Andelsbuch, zusammen mit dem gesamten Bregenzerwald, Dornbirn, Langenegg und Staufen an die Habsburger übergeben, nachdem bereits 1375 Rudolf von Montfort-Feldkirch den Hinterbregenzerwald samt Andelsbuch verpfändet hatte. 
Die Freiheitsrechte der Bregenzerwälder wurden bestätigt. 
Die Habsburger regierten seit dem 14. Jahrhundert die Orte in Vorarlberg wechselnd von Tirol und Vorderösterreich (Freiburg im Breisgau) aus. Es bildete sich jedoch auch eine Selbstverwaltung der Bauernschaft des Waldes heraus (die sogenannte „Wälderrepublik“), mit eigener freier Landgemeinde, eigener Verfassung (Landbrauch) und Hoch- und Blutgerichtsbarkeit. Als Vorsteher wurde ein Landammann gewählt; sein Rathaus stand auf der Bezegg im heutigen Gemeindegebiet Andelsbuchs. Am 22. Jänner 1397 fand der erste nachweisliche Gerichtstag in Andelsbuch statt (auf dem Espan).
Vom 1. Mai 1406 bis zum 4. April 1408 gehörte Andelsbuch zur Eidgenossenschaft „Bund ob dem See“, nachdem der Bregenzerwald von diesem Bund erobert worden war. Erstmals 1522 wurde die Versammlung auf der Bezegg (Ratssitzung) urkundlich erwähnt. Ab 1546 fanden die ersten Hexenprozesse in Andelsbuch statt. Mitte des 16. Jahrhunderts (etwa 1570) entstand die Diedobruderschaft in Andelsbuch. Diese älteste von vier Bruderschaften in Andelsbuch bestand bis etwa Mitte/Ende des 18. Jahrhunderts. 
Am 5. April 1658 kaufte sich Andelsbuch vom Kloster Bregenz (Mehrerau) frei. Am 21. Juni 1710 wurde dann vom Generalvikar der Diözese Konstanz die Erneuerung und Vergrößerung der Pfarrkirche Andelsbuch genehmigt (Bautätigkeit bis 1718). Für eine eigene Kaplanei in Andelsbuch wurde jedoch erst 1771 eine Stiftung gegründet und ein Kaplan bestellt.
1788 wurde in Andelsbuch das erste Armenhaus errichtet. Von zwölf Stiftern aus Andelsbuch wurde am 6. Juni 1854 eine „Armenhausstiftung“ gegründet und die Betreuung 1871 von den Barmherzigen Schwestern vom Hl. Vinzenz übernommen (daher auch Vinzenzheim. Siehe auch: Marienheim.). Die „Armenhausstiftung“ wurde 1939 aufgelöst und 1948 neu gegründet.
Aus Aufzeichnungen der Gemeinde um 1764 lässt sich schließen, dass es in Andelsbuch einen Heilbadebetrieb gab (siehe Stahlbad). Die Andelsbucher Handwerker gründeten am 6. Jänner 1791 eine eigene Handwerkszunft (eine Gesamtbregenzerwälderhandwerkszunft wurde bereits 1707/1708 gegründet und 1879 aufgelöst). Im Nachbarort Egg wurde bereits 1754 eine solche örtliche Handwerkszunft gegründet. Ab 1804 war der Gasthof Taube in Andelsbuch das Zunftlokal.
Von 1805 bis 1814 gehörte der Ort zu Bayern (Friede von Pressburg); das Rathaus auf der Bezegg wurde 1807 im Zuge der Bayerischen Gerichts- und Verwaltungsreformen abgerissen. Im Jahre 1808 wurde die Katastralgemeinde Andelsbuch gegründet. 
Die nunmehr festgelegten Grenzen wurden nur noch geringfügig geändert. Im Jahr 1814 kam der Ort wieder zu Österreich. Zum Bundesland Vorarlberg gehört Andelsbuch seit dessen Gründung 1861. Im Jahr 1862 erfolgte die Gründung der politischen Gemeinde Andelsbuch durch das Reichsgemeindegesetz. In den Jahren 1844 und 1845 wurde die Straße von Alberschwende über Egg nach Andelsbuch ausgebaut und von 1859 bis 1861 nach Bezau verlängert.
Am 20. August 1871 wurde an der Bezegg eine Säule (Bezegg-Sul) zur Erinnerung an das hier jahrhundertelang befindliche Rathaus enthüllt. Ebenfalls ab 1871 (1873) wurde eine erste Seilbahnfähre über die Bregenzer Ache errichtet. Im Jahr 1879 wurde der Krankenunterstützungsverein und 1882 die Freiwillige Feuerwehr Andelsbuch gegründet. Der Spar- und Darlehenskassenverein in Andelsbuch (spätere Raiffeisenkasse) wurde am 3. Dezember 1893 gegründet und nahm die Tätigkeit am 1. Jänner 1894 auf. 
Am 4. April 1898 wurde von der Generalversammlung beschlossen, auch ein Warengeschäft zur Versorgung der Bevölkerung einzurichten. Im Jahr 1977 erfolgte der Zusammenschluss mit den Raiffeisenkassen Egg, Schwarzenberg, Großdorf und Lingenau zur Raiffeisenbank Mittelbregenzerwald. Der Viehzuchtverein Andelsbuch wurde am 28. Jänner 1894 gegründet, mit dem Ziel der Hebung der Viehzucht im Allgemeinen (Statuten).
Das Tanzhaus in Andelsbuch, in dem jahrhundertelang dreimal jährlich das Niedergericht gehalten wurde, wurde zugunsten des Bahnbaues (Bregenzerwaldbahn) abgerissen.

### Jüngste Geschichte
Das Kraftwerk Andelsbuch wurde 1908 von der Firma Jenny & Schindler in Betrieb genommen, und das Telefon hielt Einzug in Andelsbuch.
Der bisherige „Gasthof Bad“ (1864) wurde 1925 von den Barmherzigen Schwestern übernommen und zukünftig als „Marienheim“ geführt (2006 verkauft und eine Wohnanlage errichtet).
Die Bezegg-Sul wurde 1930 als Symbol in das Gemeindewappen von Andelsbuch aufgenommen (Wappenverleihung am 9. April 1930). Das erste Grundbuch der Gemeinde Andelsbuch wurde am 1. Dezember 1932 beim Bezirksgericht Bezau eröffnet. Vom 6. Mai 1945 bis 1955 war der Ort Teil der französischen Besatzungszone in Österreich.
Im Zeitraum 1969 bis 1971 wurden die Skianlagen auf die Niedere von den Bergbahnen Andelsbuch gebaut. Der neue Altar der Pfarrkirche Andelsbuch wurde nach der Renovierung (1973–1976) am 30. Juni 1974 neu eingeweiht. 1980 fand die 900-Jahr-Feier von Andelsbuch statt.
Alteingesessene Großfamilien in Andelsbuch sind folgende: Bär, Feuerstein, Feurstein, Fink, Geser, Lipburger, Mätzler, Metzler, Meusburger und Ritter.

### Bevölkerungsentwicklung
Der Ausländeranteil lag Ende 2002 bei 6,8 Prozent.

## Kultur und Sehenswürdigkeiten

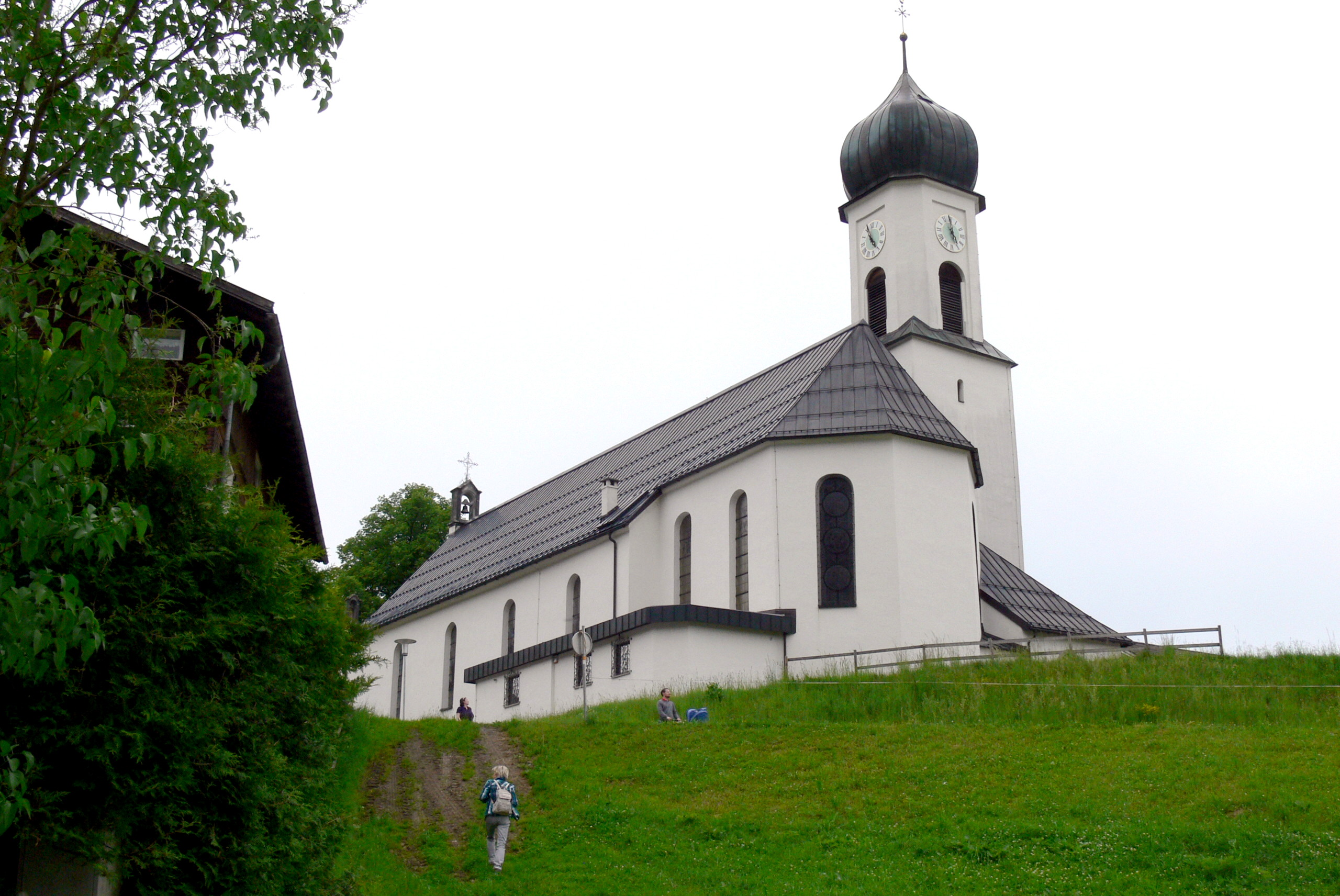
Pfarrkirche Andelsbuch

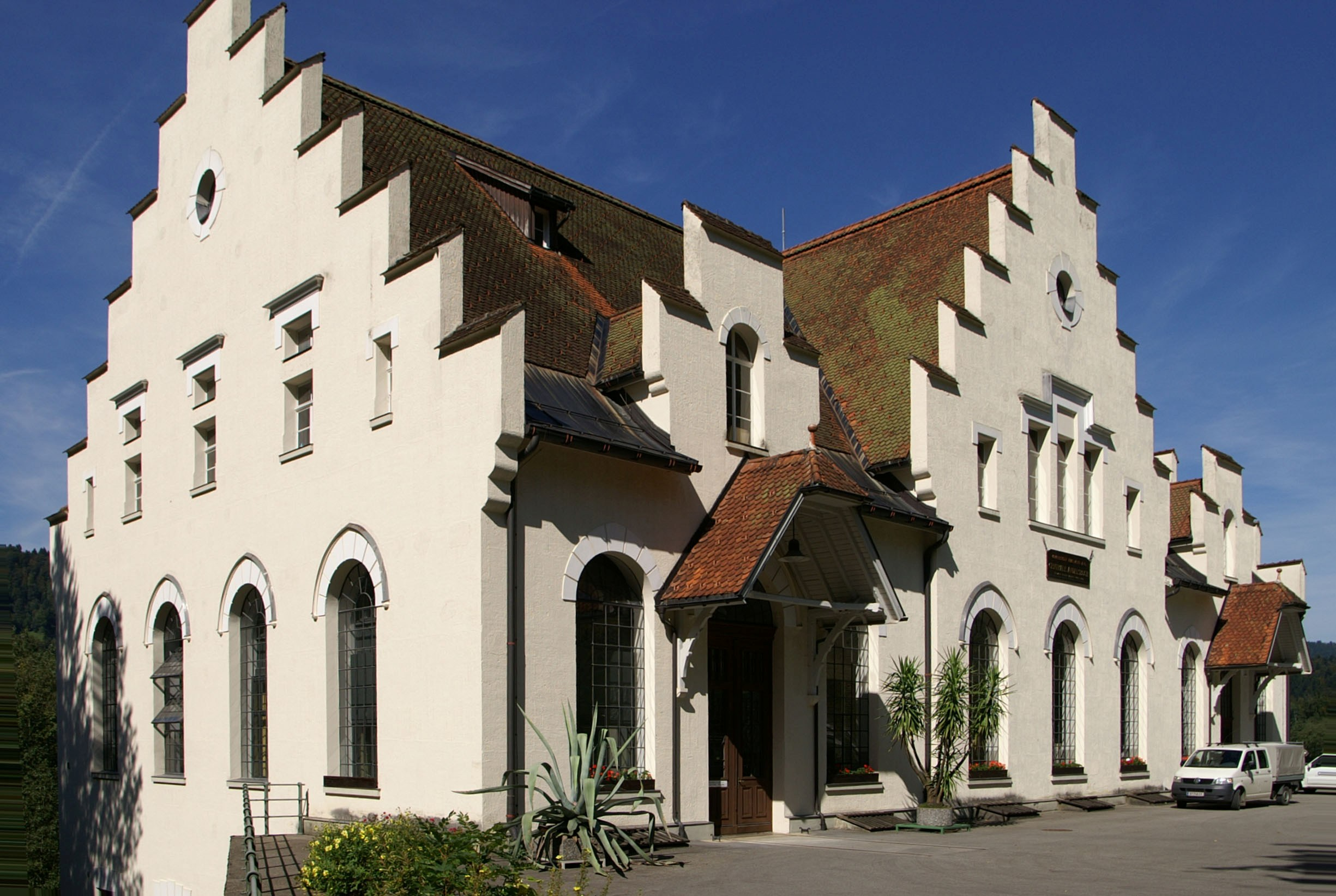
Kraftwerk Andelsbuch

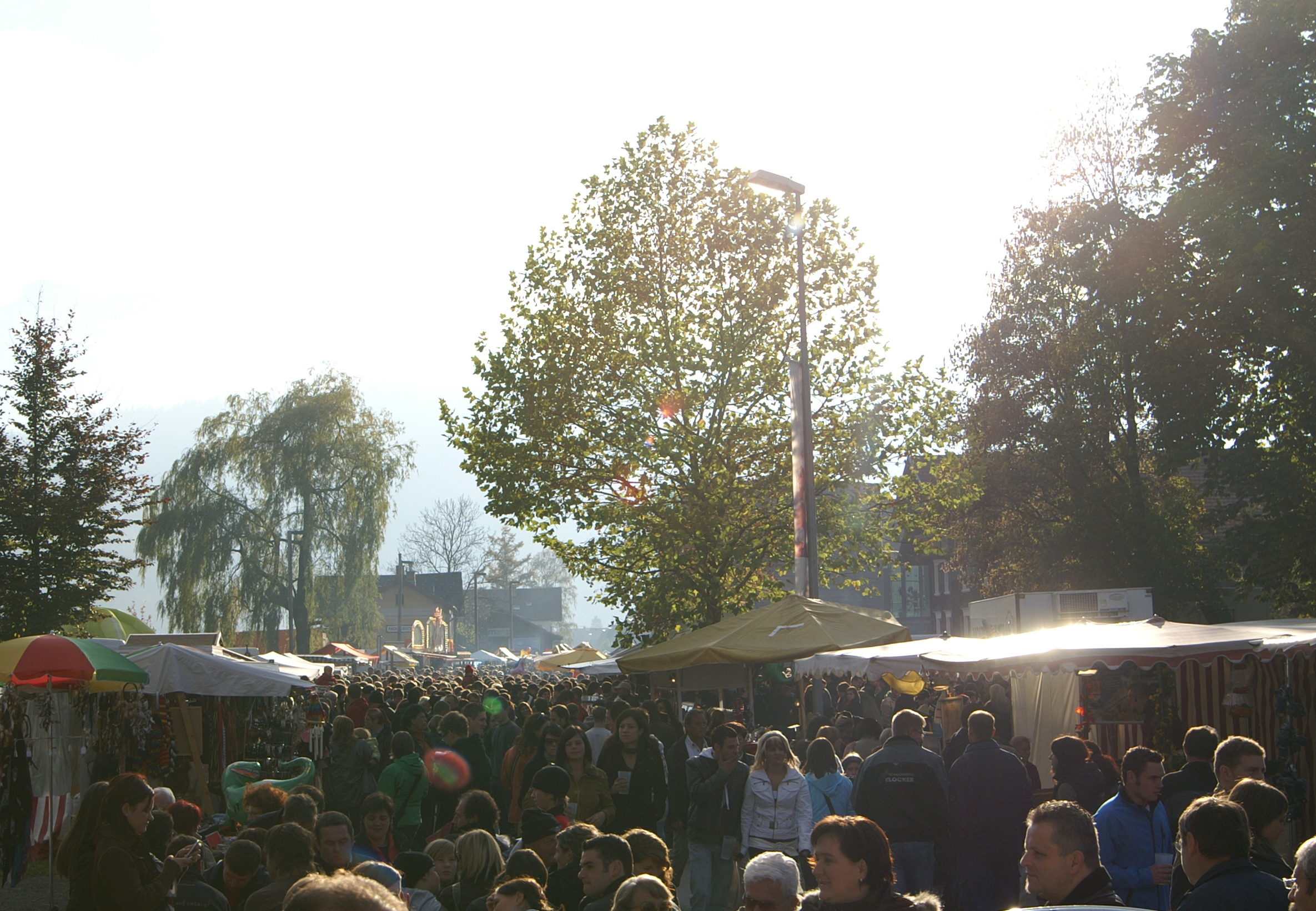
Ziegenmarkt 2007

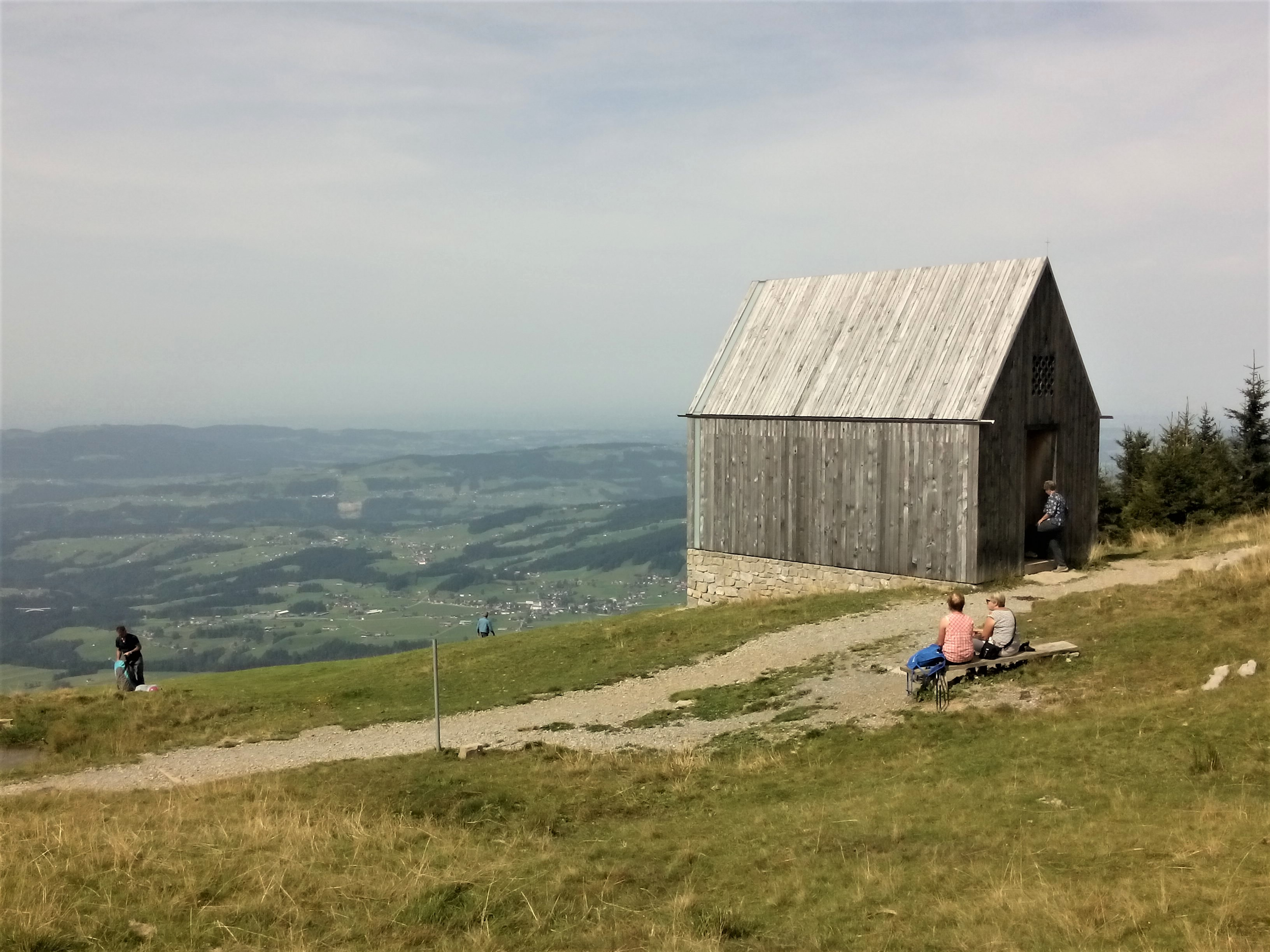
Außenansicht der Kapelle an der Alpe Vordere Niedere, August 2017

- Die Pfarrkirche Andelsbuch Hll. Petrus und Paulus wurde vom Barockbaumeister Ignaz Beer (1664–1741), Sohn von Michael Beer, in den Jahren 1715–1720 gebaut. Michael Beer ist der Stammvater der in Andelsbuch ansässigen Familie Bär, welche auch zwei Bürgermeister der Gemeinde stellte und aus der u. a. Jodok Bär, Josef Alois Karl Bär, Friedrich Bär, Ernst Bär und Johannes Bär stammen. In der Mitte des 19. Jahrhunderts wurde sie verlängert, neuromanisch ausgestaltet und in den Jahren 1997–2001 neu gestaltet. Auf dem Platz vor der Kirche ist ein großes Kriegerdenkmal von 1929 mit einem sehr seltenen Motiv: Eine Frau und ein Kind versuchen, einen Soldaten daran zu hindern, in den Krieg zu ziehen, dabei zeigt die Inschrift, auf welcher Seite die Gemeinde damals stand: „Unseren Helden des Weltkrieges 1914–1918 gewidmet von der Gemeinde Andelsbuch“
- Die neugotische Bezegg-Sul auf einer Anhöhe zwischen Andelsbuch und Bezau aus 1871 erinnert an die Bregenzerwälder Bauernrepublik.
- Am Dorfplatz steht ein Dorfbrunnen, auch Dorflache genannt.
- Das 1908 gebaute Kraftwerk Andelsbuch war damals eines der größten und modernsten Kraftwerke der Monarchie Österreich-Ungarn.[4]
- Im Werkraum Bregenzerwald zeigen 80 Handwerksbetriebe ihr Handwerk.
- Ein Käsehaus der Käsestraße Bregenzerwald zeigt die Käseherstellung am hier typischen Bergkäse.
- Landschaftlich sehenswert sind die Alpe Gerach und der Andelsbucher Hausberg Niedere. Die Niedere ist auch Ausgangspunkt für zahlreiche Drachenflieger und Paragleiter. Auf der Alp Vordere Niedere steht seit 2008 eine Kapelle, ein einfacher, moderner Holzbau der Bregenzer Cukrowicz Nachbaur Architekten.

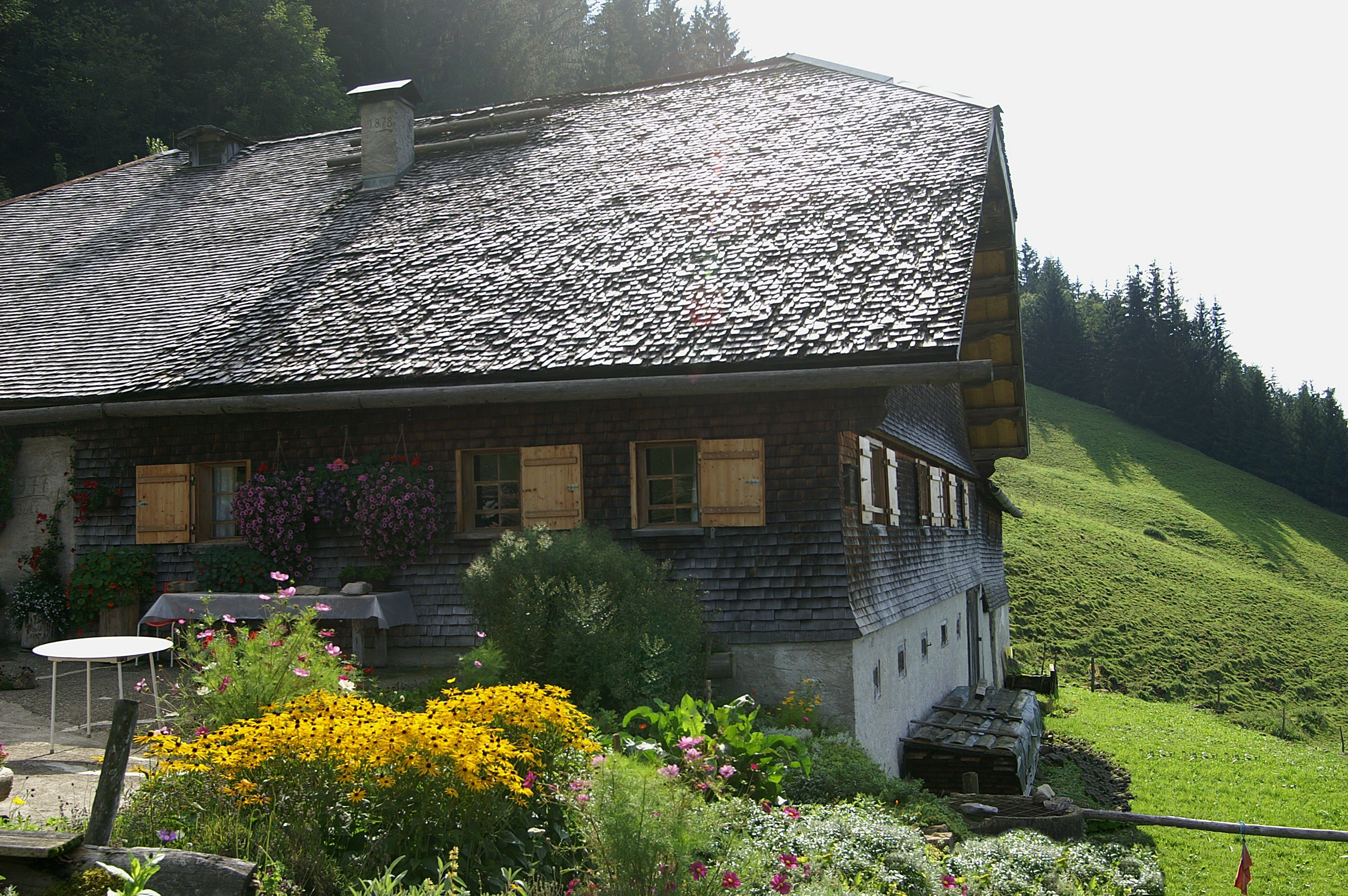
Alpe Gerach
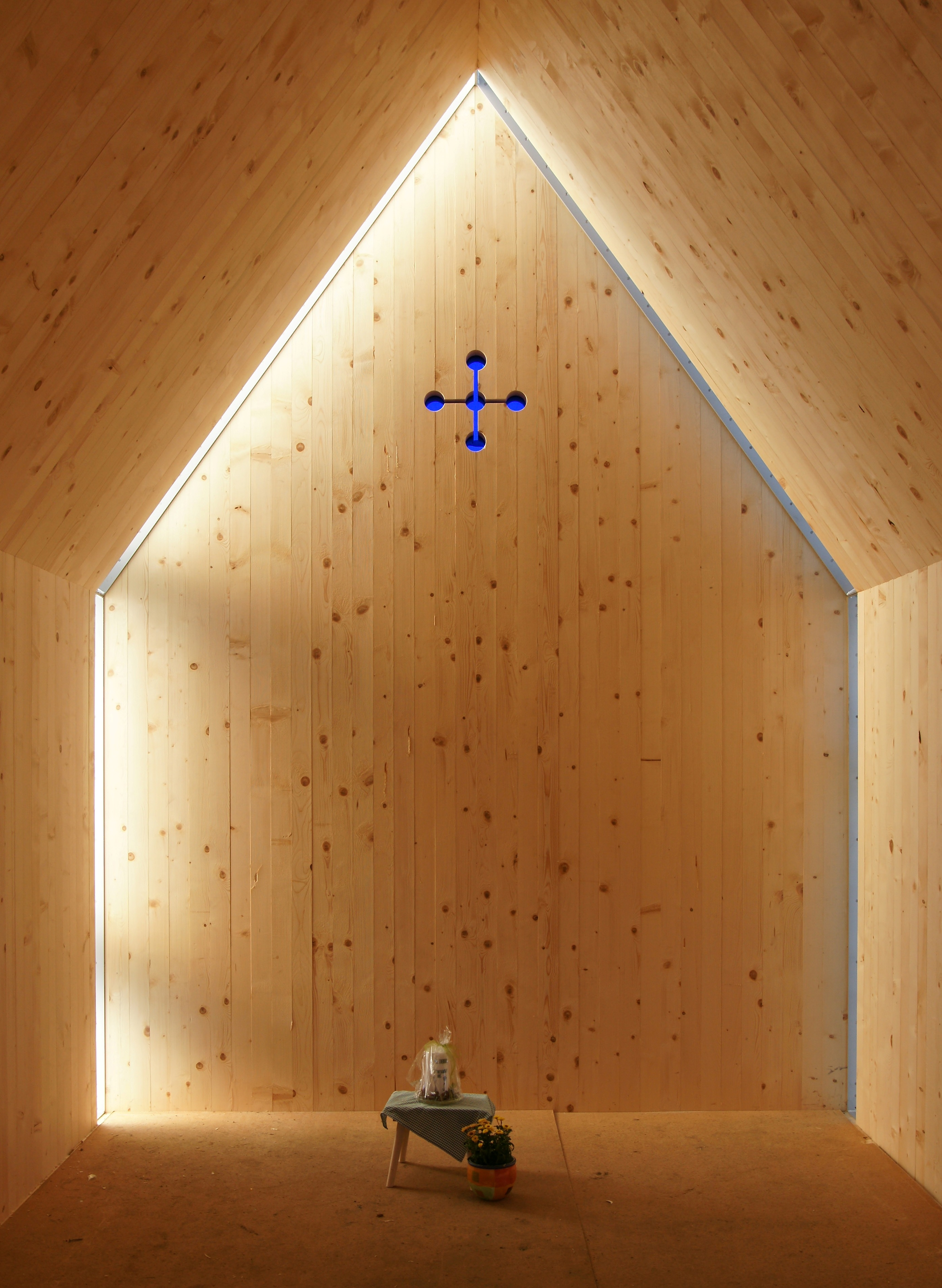
Kapelle Alpe Vordere Niedere
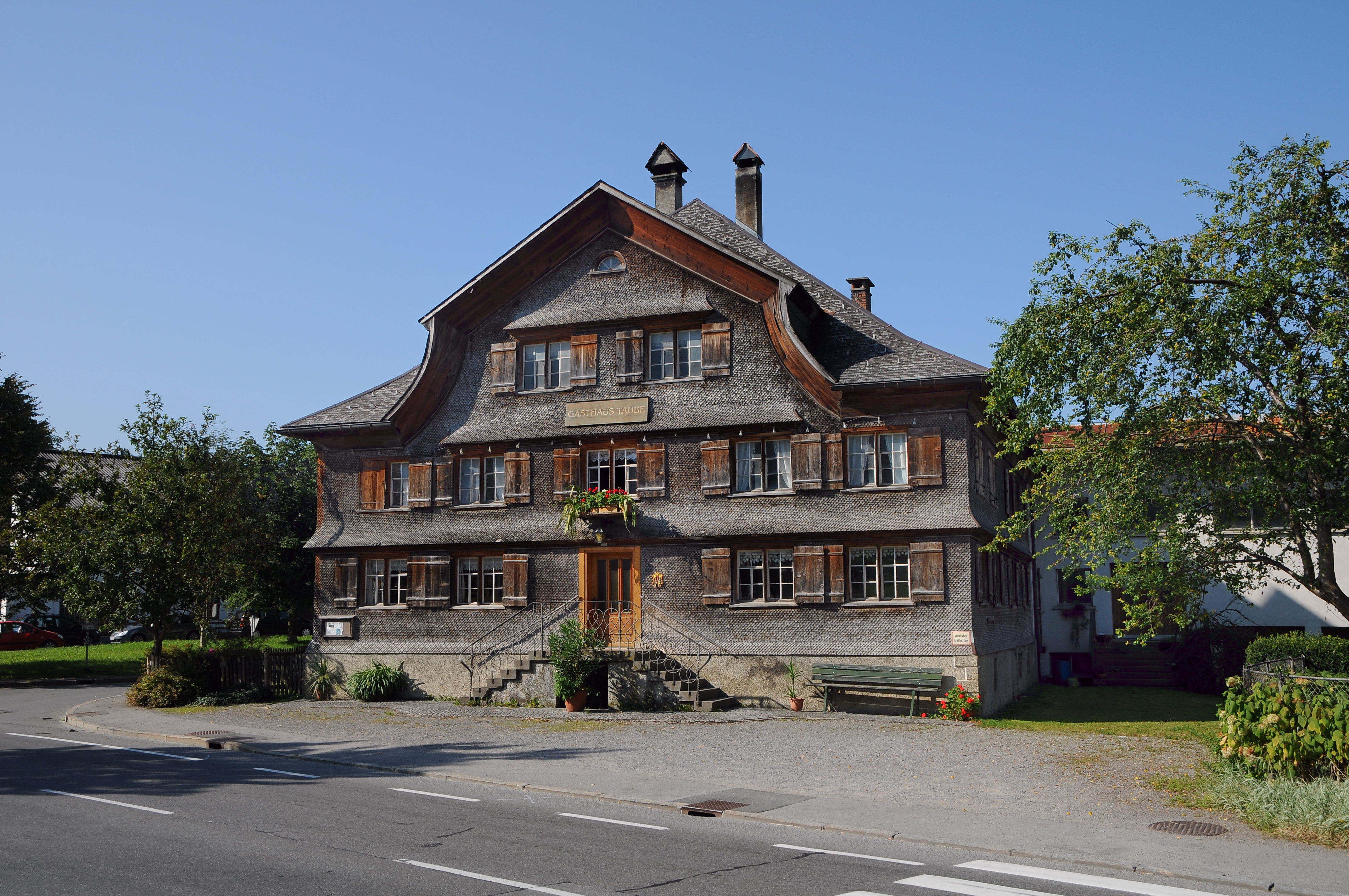
Gasthof Taube in Andelsbuch

### Regelmäßige Veranstaltungen
Das Ereignis in Andelsbuch schlechthin und nebenbei einer der größten Märkte der Region ist die alljährlich am 26. Oktober stattfindende Pferde- und Ziegenausstellung. Die Hauptstraße verwandelt sich in eine etwa einen Kilometer lange Marktstraße, die von Tausenden Besuchern bevölkert wird.

## Wirtschaft und Infrastruktur
Im Jahr 2003 gab es in Andelsbuch 57 Betriebe der gewerblichen Wirtschaft mit 480 Beschäftigten und 60 Lehrlingen. Lohnsteuerpflichtige Erwerbstätige gab es 1011. Tourismus und Fremdenverkehr sind wichtig. Im Tourismusjahr 2001/02 gab es insgesamt 35.732 Übernachtungen. Landwirtschaft spielt eine wichtige Rolle. Der Anteil der landwirtschaftlichen Flächen an der Gesamtfläche liegt bei 41,2 %.
In Andelsbuch befindet sich der Sitz der Wälder Versicherung, der ältesten Versicherung Vorarlbergs.

## Bildung
In Andelsbuch gibt es einen Kindergarten sowie eine Volksschule mit (Stand Jänner 2003) 135 Schülern.

## Sport
Der 1962 gegründete FC Andelsbuch feierte ausgerechnet 2012, im Jahr des 50. Vereinsjubiläums als Meister der Vorarlbergliga, seinen bislang größten Erfolg, mit dem er gleichzeitig Vorarlberger Fußballgeschichte schrieb: Er ist der erste Fußballklub aus dem Bregenzerwald, der in die drittklassige Regionalliga West vorstieß. Der Verein entschied sich zirka zur Jahrtausendwende, überwiegend mit eigenen Spielern auftreten zu wollen; lediglich vier Spieler des Kaders dürfen von außerhalb der Gemeinde kommen.
Der Flugsportverein Andelsbuch betreibt eine flugfähige Yakowlew Yak52 und bemüht sich um deren Erhalt.

## Politik

### Gemeindevertretung

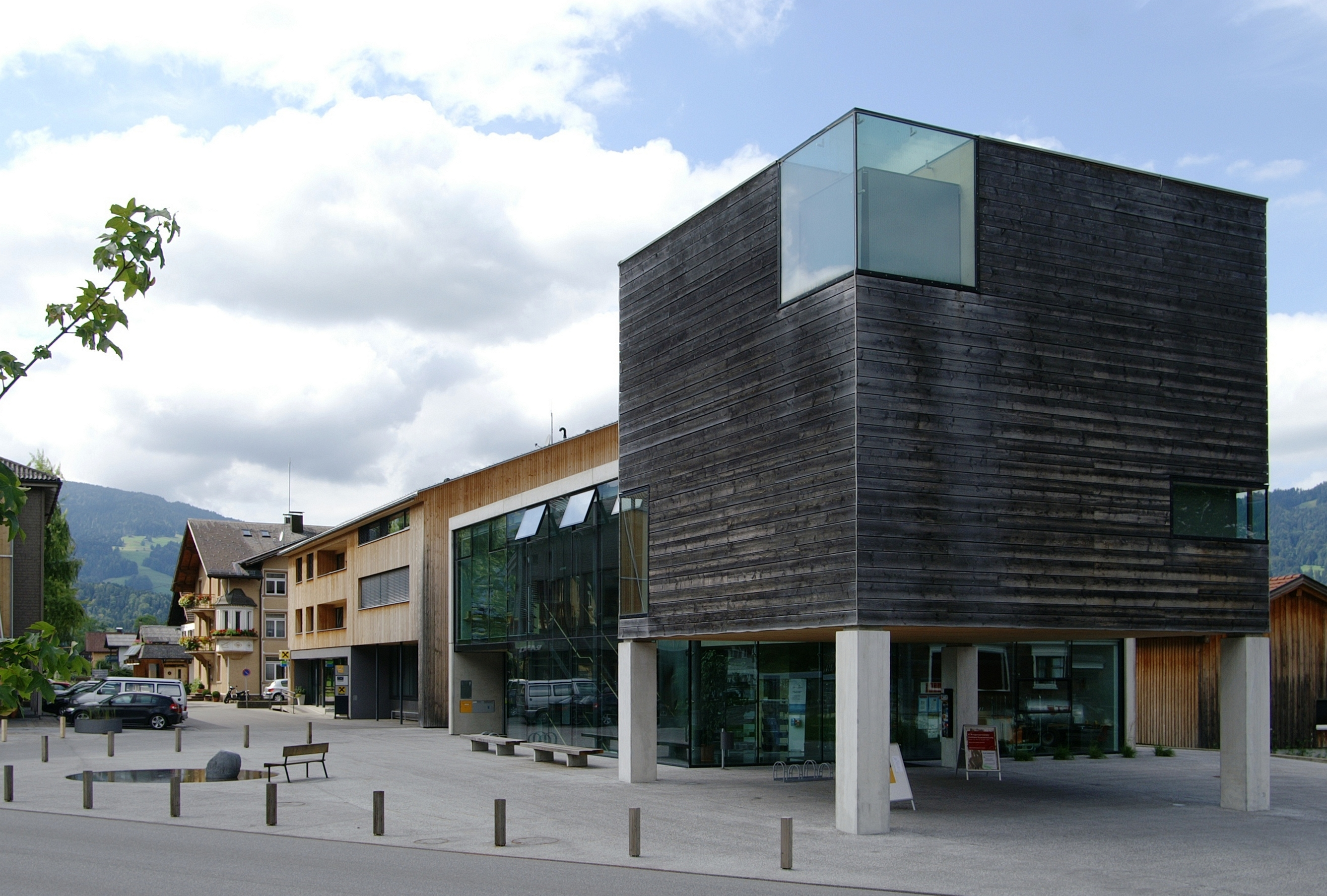
Gemeindeamt

In Vorarlberg wählen die Bürger alle fünf Jahre die Mitglieder der Gemeindevertretung durch Ankreuzen eines Listen-Wahlvorschlages bzw. durch Mehrheitswahl wenn kein Listenvorschlag vorliegt. Weiters den Bürgermeister durch Ankreuzen eines Wahlvorschlages.
Die Gemeindevertretung wählt in der konstituierenden Sitzung aus ihrer Mitte – sofern keine Wahl durch die Bürger zustande kam – gemäß § 61 Gemeindegesetz einen Bürgermeister und dann einen mindestens dreiköpfigen Gemeindevorstand. Die Zahl dieser „Gemeinderäte“ darf aber gemäß § 55 den vierten Teil der Zahl der Gemeindevertreter nicht übersteigen.
Der Bürgermeister führt den Vorsitz bei den generell öffentlichen Sitzungen der Gemeindevertretung, in denen kommunale Belange besprochen und Beschlüsse gefasst werden. Beobachter haben kein Mitspracherecht und kein Stimmrecht. Die Gemeindevertretung kann nach Bedarf Ausschüsse bestellen. Sitzungen des Gemeindevorstandes und der Ausschüsse sind nicht öffentlich.

#### Sitzverteilung nach den Wahlen
- Gemeindevertretungswahlen 1985: Bürgerliste 18.[9]
- Gemeindevertretungswahlen 1990: Bürgerliste 18.[10]
- Gemeindevertretungswahlen 1995: Andelsbucher Bürgerliste 18, Dorfliste Andelsbuch 3.[11]
- Gemeindevertretungswahlen 2000: Andelsbucher Bürgerliste 17, Dorfliste Andelsbuch 4.[12]
- Gemeindevertretungswahlen 2005: Andelsbucher Bürgerliste 21.[13]
- Gemeindevertretungswahlen 2010: Andelsbucher Bürgerliste 21.[14]
- Gemeindevertretungswahlen 2015: Andelsbucher Bürgerliste 21.[15]
- Gemeindevertretungswahlen 2020: Andelsbucher Bürgerliste 21.[16]
- Gemeindevertretungswahlen 2025: Andelsbucher Bürgerliste 24.[17]

### Bürgermeister
Bürgermeister seit 1806
- 1806–1810: Jakob Ritter (1740–1812)
- 1810–1849: Michael Jäger (1767–1850)
- 1849: Kaspar Lipburger (1785–1853)
- 1850–1861: Franz Ägid Ritter (1808–1875)
- 1861–1863: Peter Bilgeri (1798–1896)
- 1863–1867: Jodok Bär (1806–1886)
- 1867–1876: Anton Metzler (1815–1878)
- 1876–1880: Anton Lipburger (1827–1913)
- 1880–1888: Johann Georg Wipper (1836–1904)
- 1888–1897: Jodok Fink (1853–1929)
- 1897–1909: Johann Geser (1850–1923)
- 1909–1919: Josef Ritter (1856–1922)
- 1919–1938: Johann Kaspar Geser (1881–1948, NSDAP)
- 1938–1939: Franz Pfanner (1894–1983, NSDAP)
- 1940–1946: Anton Fink (1890–1966, NSDAP)[19][20]
- 1946–1950: Jodok Anton Bär (1875–1961)[19][19]
- 1950–1962: Anton Fink (siehe 1940–1946)[19]
- 1962–1975: Peter Jäger (1907–1991, war NSDAP)[19]
- 1975–1995: Ferdinand Kohler (* 1935)[19]
- 1995–2010: Anton Wirth (* 1949)[19][21]
- seit 2010: Bernhard Kleber (* 1967)[22][23]

### Wappen
Das Siegel der Gemeinde zeigte ursprünglich eine Tanne (wie fast alle Gemeinden des Bregenzerwaldes). Am 9. April 1930 wurde der Gemeinde von der Vorarlberger Landesregierung ein neues Wappen verliehen. 
Es zeigt einen silbernen, von einer aufsteigenden nach außen gebogenen blauen Spitze durchzogenen Schild. Im Schild ist die Bezegg-Sul abgebildet. In den Oberecken befinden sich rechts und links zwei blaue Sterne. Den Schild umgibt im Original eine bronzefarbene Randeinfassung. Auf der stilisierten Bezegg-Sul im Wappen ist die Tanne, die im Siegel jahrhundertelang von der Gemeinde geführt wurde, weiter dargestellt. Auf einen symbolischen Hinweis auf die hier früher bestehende Nieder- und auch kurz bestehende Hochgerichtsbarkeit wurde verzichtet (siehe hingegen Wappen der Gemeinde Egg).

## Persönlichkeiten

### Söhne und Töchter der Gemeinde
- Hans Bach (um 1555–1615), Hofnarr und Musiker
- Jos Metzler (1574–1639), Mönch, Jurist, Schriftsteller (St. Gallen)
- Gabriel Ignaz Ritter (1732–1813), Bildhauer und Baumeister (u. a. „Notre Dame“ in Gebweiler)
- Jakob Ritter (1740–1812), Bürgermeister 1806–1810, Gründer des Andelsbucher Brauhauses 1770[25]
- Joseph Lipburger (1754–1831), Prior des Klosters Buxheim und der Kartause Ittingen
- Anton Mätzler (1780–1857), Theologe und Schriftsteller, Domkapitular in Augsburg
- Joseph Alois Fink (1796–1845), Buchbinder, Mechaniker und Erfinder
- Peter Bilgeri (1798–1896), Bürgermeister 1861–1863, erster internationaler Exporteur von Käseerzeugnissen aus dem Bregenzerwald[26]
- Josef Feldkircher (1812–1851), Priester und Schriftsteller
- Jodok Bär (1825–1897), Arzt, Autor und Heimatforscher
- Jodok Fink (1853–1929), Politiker (CS), Bürgermeister von 1888 bis 1897
- Josef Kennerknecht (1875–1949), Politiker (CS)
- Barnabas Fink (1867–1947), Politiker (CS)
- Josef Andreas Feuerstein (1891–1969), Politiker (ÖVP)
- Alfons Fritz (1900–1933), Baukünstler und Architekt
- Pius Fink (1903–1983), Politiker (ÖVP)
- Hubert Berchtold (1922–1983), Maler und Grafiker
- Gottfried Feurstein (1939–2024), Politiker (ÖVP)
- Kaspanaze Simma (* 1954), Politiker (Grüne)
- Alois Lipburger (1956–2001), Skispringer und Trainer
- Sandra Urach (* 1976), Langstreckenläuferin und Marathon-Staatsmeisterin 2017
- Karl-Heinz Dorner (* 1979), Skispringer
- Johannes Bär (* 1983), Jazz- und Unterhaltungsmusiker
- Bernhard Feuerstein (* 1983), Politiker (ÖVP) und Landwirt
- Susanne Moll (* 1987), Snowboarderin
- Ramona Düringer (* 1989), Biathletin

### Mit Bezug zu Andelsbuch
- Friedrich Wilhelm Schindler (* 1856 in Mollis, Schweiz; † 1920 in Kennelbach, Österreich), österreichischer Unternehmer und Erfinder, Pionier beim Aufbau der elektrischen Stromversorgung Vorarlbergs und des Andelsbucher Kraftwerkes.
- Gabriel Narutowicz (* 1865 in Telsiai (Litauen); † 1922 in Warschau), Ingenieur und Professor, leitete den Bau des Andelsbucher Kraftwerkes der Vorarlberger Kraftwerke AG, erstes gewähltes Staatsoberhaupt der Zweiten Polnischen Republik, fiel kurz nach seiner Wahl einem Attentat zum Opfer.
- Friedrich Bär (1908–1992), österreichisch-deutscher Chemiker, Mediziner und Hochschullehrer, entstammte der Andelsbucher Großfamilie Bär und verbrachte seine Jugend im Bregenzerwald